# Julián Miró
Antonio Isaac Amado (Chascomús, Buenos Aires, Argentina; 14 de abril de 1925- Idem; 2015)  más conocido como  Julián Miró fue un actor, director, escritor y cantor de tangos argentino, que incursionó en el cine de su país gracias a su parecido con el cantante  Carlos Gardel.

## Carrera
Fue el menor de los cinco hijos de Isaac Isaías Amado (conocido como “El Turco Amado”), libanés nacionalizado argentino que fue  discípulo de Leandro N. Alem y correligionario y gran amigo de Hipólito Yrigoyen, y de Felisa Adip, libanesa naturalizada argentina, quien al quedarse tempranamente viuda, hizo también de padre de Julián, a partir de los 5 años de edad. De niño sufrió una grave tuberculosis que le permitió "ver" a la Virgen de Luján. Su parecido con Gardel comenzó en 1939 cuando Ignacio Demaría lo bautizó "Gardelito".
Se inició en la Pandilla corazón para luego intervenir como actor en los conjuntos de Héctor Bates, Arsenio Mármol y Atilano Ortega Sanz. Posteriormente como cantor fue vocalista de Francisco Grillo y Juan Canaro.
En Argentina debutó en cine en 1973 con la película Hasta siempre Carlos Gardelgracias a su parecido físico con el Morocho del Abasto, junto con Tito Lusiardo, Irineo Leguisamo, Palito Ortega, Juan D'Arienzo y la actriz española Sara Montiel. Un año más tarde volvió a interpretar a Gardel en la película Los chicos crecen dirigida por Enrique Carreras y protagonizada por Luis Sandrini, Susana Campos, Eduardo Rudy y Olga Zubarry. Se despidió en 1979 con Cuatro pícaros bomberos con dirección de Carlos Galletini, junto a Ismael Echeverría, Alberto Anchart y Gianni Lunadei.
Sastre de afición fabricaba corbatas y camisas. Desde 1936 autor y cantante de tangos, director, escritor, y desde hace varios años decano de intérpretes de tango. Como actor meritorio participó en 63 películas en Argentina, España, Italia, Francia, México y Estados Unidos. Fue el primer cantor que actuó en Japón.
Se puso en contacto con el legendario bandoneonista Aníbal Troilo para ser incorporado a su orquesta; pero, al parecer, a “Pichuco”, no le convenció el sosía de Gardel y muy elegantemente, después de tomarle una prueba, de dijo: “No, amigo, usted es demasiado importante para cantar en una orquesta; su camino es seguir como solista”.
Intervino en teatro y radioteatros en 70 obras, estrenando Caminito Bueno de Roberto Vagni en le Teatro Nacional Cervantes, junto  con Eduardo Cuitiño.
En 1979 grabó con la orquesta de Oscar Castagiaro  donde presentó temas como Barrio de tango, Yo soy el hombre del día, La manija de la vida y El ciruja. Con Fogones Argentinos (Grabaciones Telúricas), disco donde participaron entre otros el Dúo Hnos Pérez, Graciela del Carmen y Juan Carlos Orbe, cantó la ranchera Bosque de la Plata y el tango Café de la Esperanza.
Actuó en 1500 programas de televisión en nuestro país, Uruguay, Chile, Brasil, Colombia, Venezuela, México, Estados Unidos, Canadá, Francia, Italia, Alemania Occidental y Japón, donde se presentó, por primera vez en vivo, un cantante de tango como agregado cultural, en 75 ciudades de ese país, acompañando a la flamante Orquesta Tokio creada y dirigida por Shimpley Ayakawa y su novia Ranko Fujisawa.
En los canales 41 y 47 de Nueva York, escribió, dirigió y protagonizó en los numerosos años que tuvo en suerte repetir para el área latina sus actuaciones, cerca de 700 programas unitarios integrales de Yo te evoco Buenos Aires que se transmitía los domingos a la noche.
Estuvo casado por varias décadas con la cancionista Nelly Miró, con quien tuvo un hijo.

## Filmografía[3]
- 1979: Cuatro pícaros bomberos.
- 1974: Los chicos crecen.
- 1973: Hasta siempre Carlos Gardel.

## Temas interpretados
- Barrio de tango
- Yo soy el hombre del día
- La manija de la vida
- El ciruja.
- Bosque de la Plata
- Café de la Esperanza.